# Turisme cinematogràfic
El turisme cinematogràfic és l'activitat d'oci que està lligada a ubicacions geogràfiques relaciones amb el cinema. En algunes pel·lícules, els llocs de rodatge poden arribar a ser tan important com els actors i aquests poden despertar el desig de viatjar als espectadors.

## Classificació
La classificació dels destins turístics són:
1. Llocs on es desenvolupa la trama d'una pel·lícula.
2. Llocs de rodatge de produccions cinematogràfiques.
3. Ciutats on s'ubiquen grans estudis cinematogràfics.
4. Poblacions lligades a la vida d'actors, productors, guionistes o directors.
5. Museus, places y altres llocs relacionats amb el cinema.
6. Llocs on es realitzen projeccions de pel·lícules a l'aire lliure: jardins, parcs, places, platges y monuments.

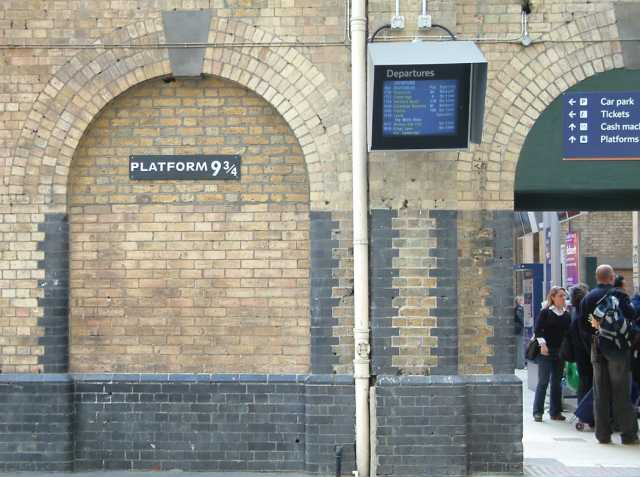
L'andana 9 ¾ de l'estació Kings Croos a Londres. Lloc on segons la trama de les pel·lícules de Harry Potter funciona com un portal entre el món màgic i muggle.

## Exemples

### Regne Unit
Al Regne unit, gran part del turisme es dona per les pel·lícules de Harry Potter. Aquests turistes poden endinsar-se en aquest món, per exemple viatjant en el Jacobite Steam Train, el Hogwart Express. Poden fer una parada a l'andana 9 ¾ de l'estació King’s Cross a Londres. I en el castell Alnwick Castle, on Harry aprengué a volar amb l'escombra. Segons l'oficina de turisme britànica, el nombre de visitants en aquell indret ha augmentat en 230% des que va sortir la sèrie.
També es van rodar escenes per James Bond o per la sèrie Dowton Abbey. Segons l'Institut Cinematogràfic Britànic i la Comissió Cinematogràfica Britànic, un de cada deu turistes visita actualment el Regne Unit per haver visi alguna pel·lícula. Alguns proveïdors, com Brit Movie Tour, ja s'ha especialitzat a oferir excursions cinematogràfiques.

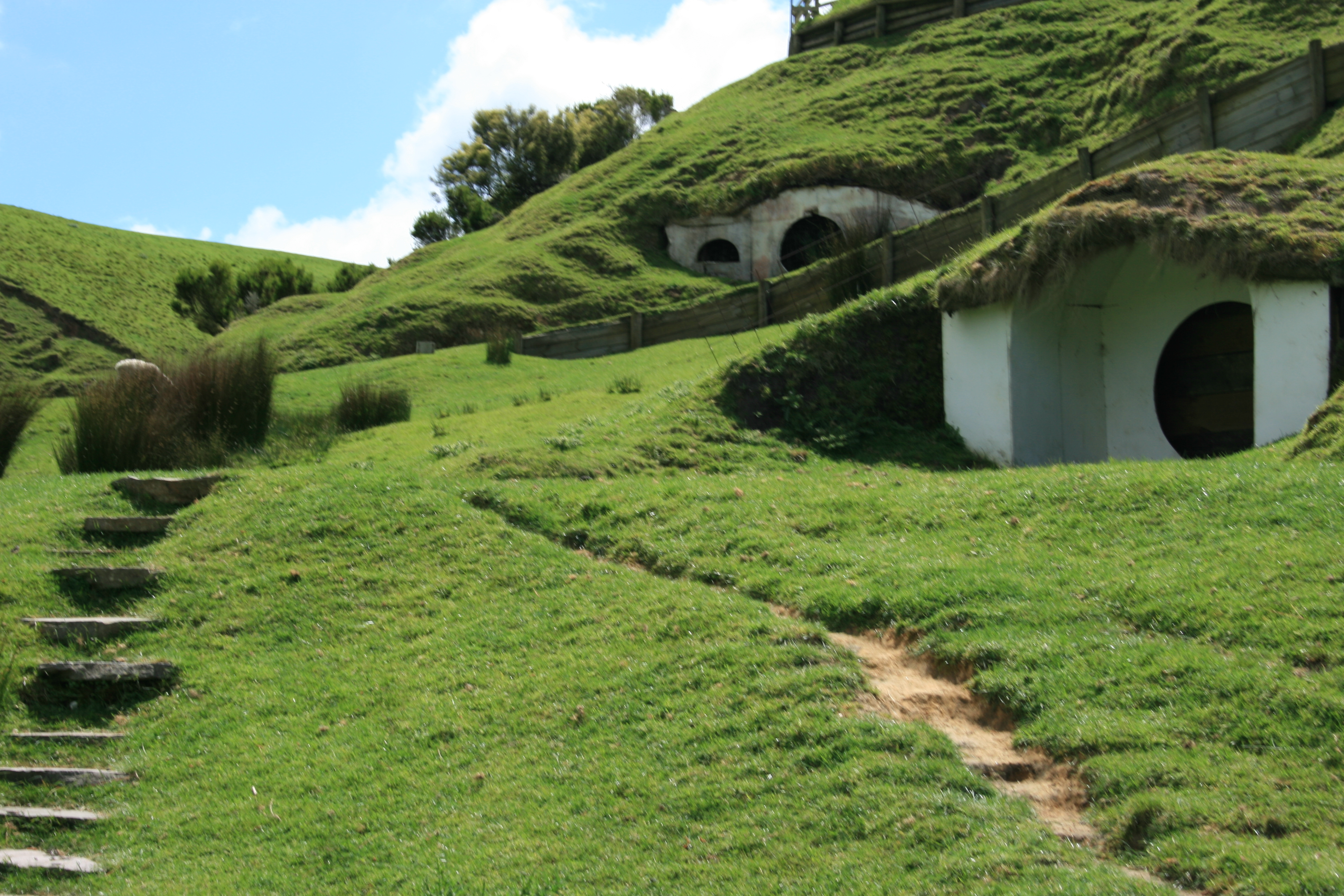
El turó del poble Hobbiton, de la pel·lícula El Senyor dels Anells, ubicat a la regió de Waikato, Nova Zelanda.

### Nova Zelanda
Ha incrementat el turisme en un 30% per les produccions de la Trilogia del Senyor dels Anells i més recentment pel Hobbit. Els turistes poden arribar a visitar Hobbiton, un escenari que no va ser desmuntat després del rodatge. En la pàgina web de Toursim New Zealand, apareixen més llocs de rodatge i descripcions de rutes.

### Altres exemples
Altres exemples es podrien donar a Croacia, per les pel·lícules Winnetou i Joc de Trons. O Tunísia per la serie de pel·lícules de Star Wars, Indiana Jones i El Pacient Anglès. També Marrocs per Gladiator.

## Els estudis cinematogràfics i el turisme
Els estudis de cinema que han sapigut aprofitar aquesta eina es poden classificar en dos grans grups, segons l'estratègia escollida:

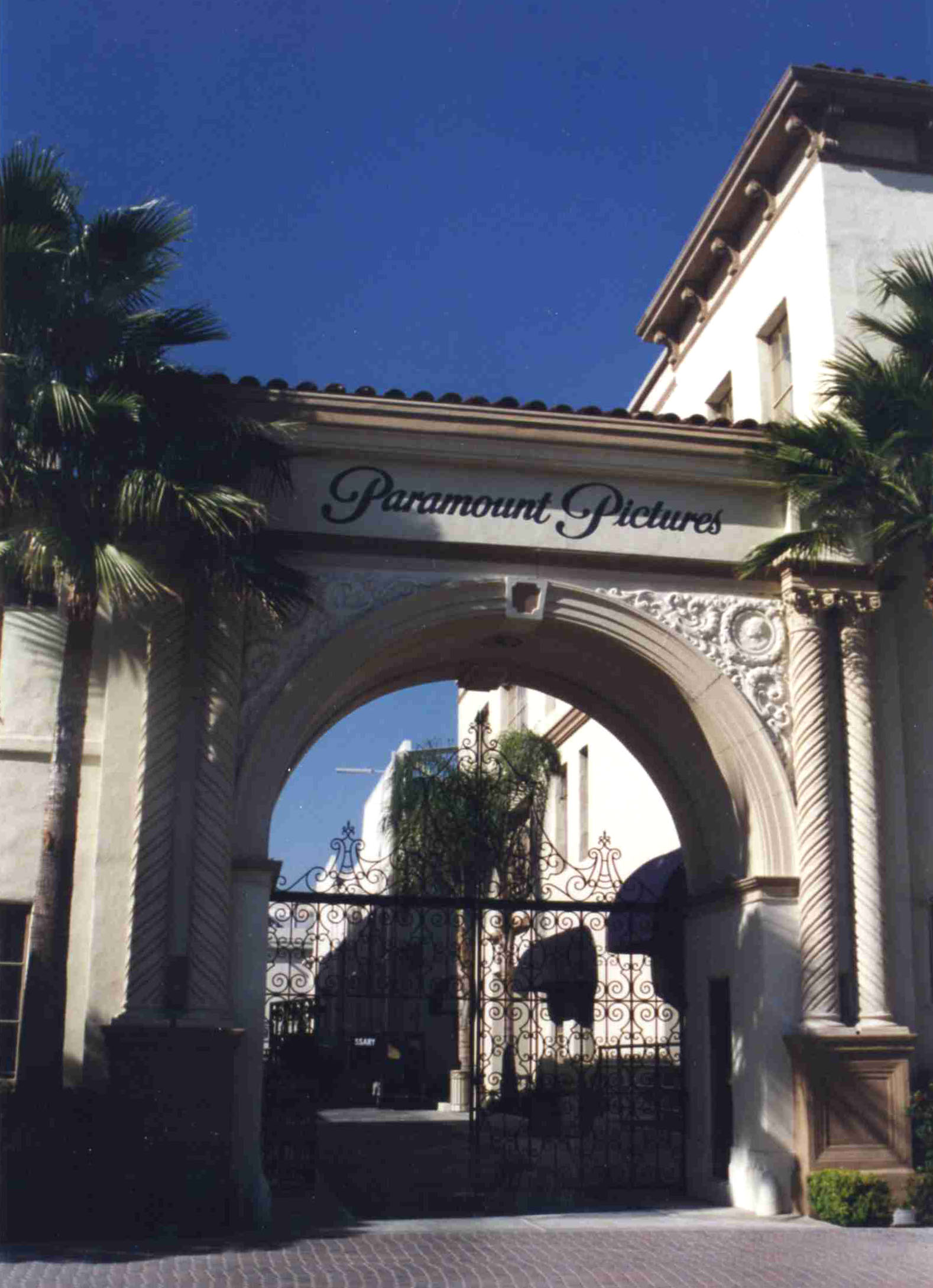
Entrada Paramount Pictures a Hollywood (Los Angeles, California)

- Construccions de parcs temàtics com: Disney World, Warner Bross, Universal Studios, Paramount pictures, etc. En aquests es recreen pel·lícules produïdes utilitzant diferents tècniques com recorreguts, "movie rides", atraccions mòbils, simuladors, espectacles en directe o persones disfraçades de personatges pels parcs.

- Explotació d'escenografies. Aquesta estratègia és utilitzada pels estudis de cinema que han tingut poques pel·lícules però de gran ressonància. Reutilitzen els escenaris per promocionar el destí turistic. Alguns exemples són: Baja Films Studios a Rosarito (Mèxic), Anchor Bay Entertainment (Malta) i Studio Babelsberg (Alemanya).